# Diu
Diu este un oraș în India.